# Талас (Турска)
Талас (тур. Talas) је град у Турској у вилајету Кајсери. Према процени из 2009. у граду је живело 80.758 становника.

## Становништво
Према процени, у граду је 2009. живело 80.758 становника.
| 1990.  | 2000.  |
| ------ | ------ |
| 41.782 | 48.481 |